# Salvadore Lobo
Salvadore Lobo (* 30. April 1945 in Mangalore, Karnataka) ist ein indischer Geistlicher und emeritierter römisch-katholischer Bischof von Baruipur.

## Leben
Salvadore Lobo empfing am 19. März 1973 das Sakrament der Priesterweihe.
Am 16. Oktober 1997 ernannte ihn Papst Johannes Paul II. zum Bischof von Baruipur. Der Erzbischof von Kalkutta, Henry Sebastian D’Souza, spendete ihm am 29. Januar 1998 die Bischofsweihe; Mitkonsekratoren waren der Bischof von Raiganj, Alphonsus D’Souza SJ, und der emeritierte Bischof von Baruipur, Linus Nirmal Gomes SJ.
Am 4. Mai 2020 nahm Papst Franziskus das von Salvadore Lobo aus Altersgründen vorgebrachte Rücktrittsgesuch an.